# 다나오스의 딸들

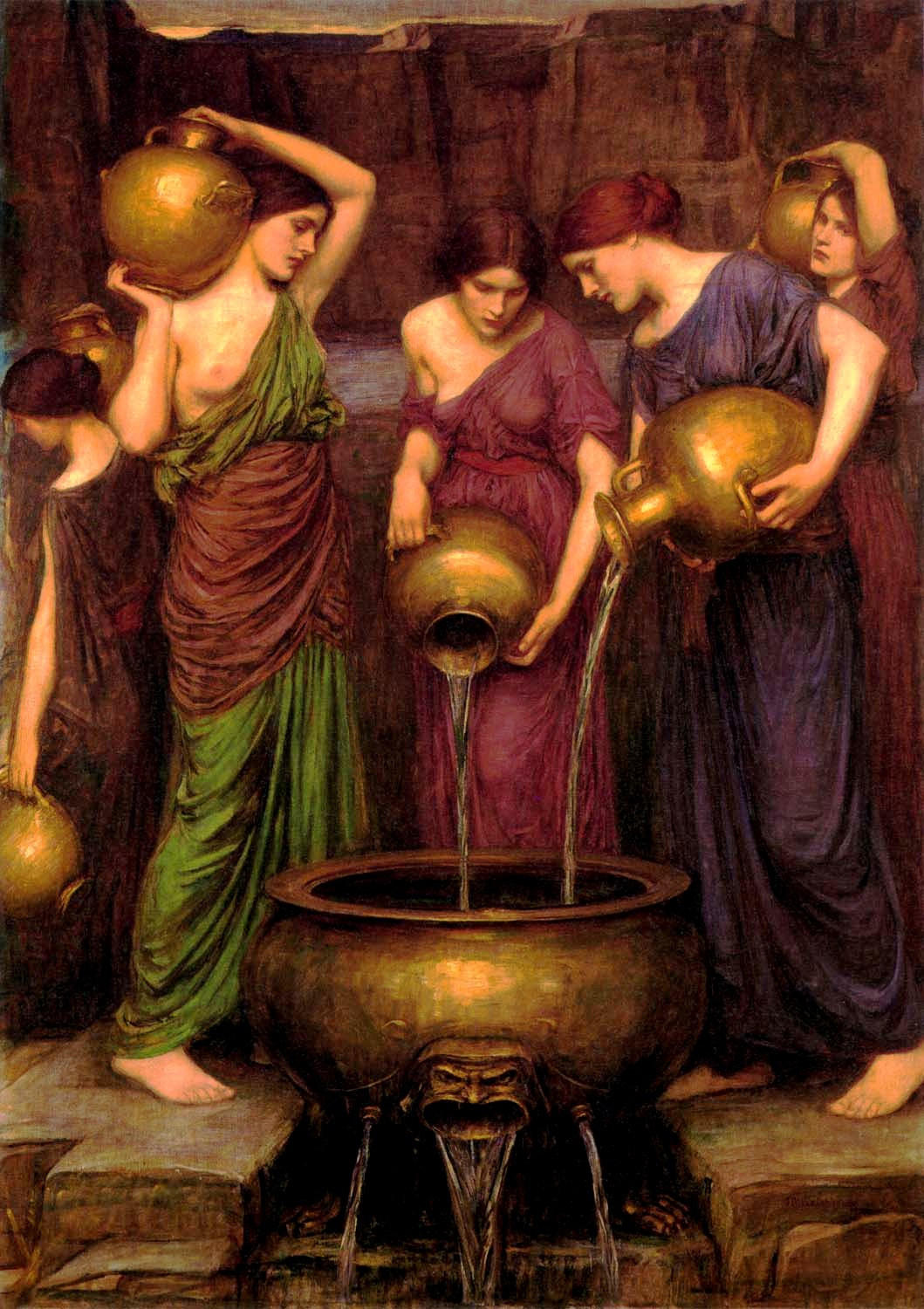
다나이드(The Danaides) (1903), 존 윌리엄 워터하우스

다나오스의 딸들 또는 다나이드(Danaids, Danaides)는 다나오스의 50명의 딸들이다. 아프리카에서 넓은 왕국을 다스리던 벨로스는 쌍둥이 아들 아이깁토스와 다나오스에게 각각 아라비아와 리비아 땅을 다스리게 하였다. 아이깁토스는 멜람포데스를 정복하여 자신의 이름을 따서 이집트라고 이름지었다. 아이기프토스에게는 50명의 아들이 있었는데, 다나오스의 딸 50명과 결혼시키자는 제의를 하였다. 다나오스는 자신의 왕국을 빼앗기 위한 계략으로 생각하여 딸들과 함께 아르고스로 피신하였다.당시 아르고스는 포세이돈의 노여움을 사서 물이 모자랐는데, 다나이데스의 하나인 아미모네를 사랑하게 된 포세이돈이 샘을 솟게 해 주었다. 아미모네는 포세이돈의 아들 나우플리오스를 낳았다. 다나오스는 아르고스의 왕이 되었으나, 아이기프토스의 50명의 아들이 그곳까지 찾아와 다나이데스와의 결혼을 강요하였다. 하는 수 없이 청혼을 수락한 다나오스는 결혼식을 치른 첫날밤에 딸들에게 단검을 주면서 남편들의 목을 베도록 명령하였다. 49명의 다나이데스는 아버지의 명령을 따랐지만, 맏딸 히페름네스트라는 자신의 처녀성을 존중해 준 남편 린케우스를 살려 주었다. 린케우스는 다나오스를 죽이고 왕위에 오른 뒤 히페름네스트라를 제외한 49명의 다나이데스를 모두 죽였다. 다나이데스는 지옥에서도 구멍 뚫린 항아리에 영원히 물을 채워야 하는 형벌을 받았다고 한다. 다른 이야기로는 다나오스가 린케우스를 사위로 인정하고 화해하였으며, 49명의 다나이데스는 헤르메스와 아테나에 의해 남편을 살해한 죄를 용서받았다고 한다. 다나오스는 걷기 경주를 열어 승리한 자들에게 딸들을 선택하게 하여 모두 결혼시켰다. 다나이데스가 낳은 아이는 다나오이라고 불렸는데, 호메로스는 이를 그리스인을 통틀어 이르는 말로 사용하였다.